# Sausar
Sausar é uma cidade e uma nagar panchayat no distrito de Chhindwara, no estado indiano de Madhya Pradesh.

## Geografia
Sausar está localizada a 21° 39′ N, 78° 47′ L. Tem uma altitude média de 352 metros (1 154 pés).

## Demografia
Segundo o censo de 2001, Sausar tinha uma população de 24 312 habitantes. Os indivíduos do sexo masculino constituem 52% da população e os do sexo feminino 48%. Sausar tem uma taxa de literacia de 71%, superior à média nacional de 59,5%: a literacia no sexo masculino é de 77% e no sexo feminino é de 65%. Em Sausar, 13% da população está abaixo dos 6 anos de idade.